# Facing You
Facing You från 1972 är ett soloalbum med pianisten Keith Jarrett. Albumet spelades in i november 1971 i Arne Bendiksen Studio, Oslo. Facing You är Jarretts första album på ECM.

## Låtlista
All musik är skriven av Keith Jarrett.
1. In Front – 10:09
2. Ritooria – 5:57
3. Lalene – 8:39
4. My Lady, My Child – 7:24
5. Landscape for Future Earth – 3:36
6. Starbright – 5:07
7. Vapallia – 3:57
8. Semblence – 3:02

## Medverkande
- Keith Jarrett – piano